# Shaun Bartlett
Thurston Shaun Bartlett (Kaapstad, 31 oktober 1972) is een voormalig Zuid-Afrikaans voetballer. Hij kwam tussen 1995 en 2005 uit voor het Zuid-Afrikaans voetbalelftal. In 74 wedstrijden maakte hij 28 goals.

## Erelijst

### Club
FC Zürich
- Schweizer Cup: 2000

 Kaizer Chiefs
- Telkom Knockout: 2007
- MTN 8: 2008

### Internationaal
Zuid-Afrika
- African Cup of Nations: 1996